# Mèo Somali
Mèo Somali còn thường được gọi với một biệt danh khác mang tính chất mô tả cao là Mèo Abyssinian lông dài; là một kết quả của một gen lặn trong mèo Abyssinian, mặc dù gen đã được đưa vào vốn gen Abyssinian nhưng chưa được biết là bằng cách thức nào.

## Sức khỏe
Mèo Somali thường khỏe mạnh, ít vấn đề sức khỏe liên quan đến giống, mặc dù một số vấn đề có thể xảy ra. Một số vấn đề này bao gồm viêm nướu răng, sâu răng, và amyloidosis ở thận, cũng được thấy ở nhiều giống mèo khác. Amyloidosis ở thận (thường được gọi là RA) là một tình trạng trong đó có sự lắng đọng của protein, amyloit, trong các mô khác nhau mà cản trở một phần của chức năng bình thường của cơ thể. Các vấn đề khác phổ biến ở hầu hết các giống mèo, bao gồm Somali, là thiếu máu truyền nhiễm mèo (FIA) và Bệnh thiếu máu tan máu qua trung gian tự miễn dịch (AIHA). Một số bệnh liên quan đến AIHA là các rối loạn hồng cầu di truyền, chẳng hạn như thiếu hụt pyruvate kinase và sự thẩm thấu cách dễ vỡ.
Gần đây, tìm thấy ở giống mèo này chứng bệnh loạn sản tủy. Bệnh này thường được biết là ảnh hưởng đến con người nhưng gần đây đã được tìm thấy trong một lứa mèo mèo Somali. Giống như AIHA, chứng bệnh này gây thiếu máu và được cho là nguyên nhân gây thiếu máu ở mèo Somali trong quá khứ.
Mèo Somali cũng có thể bị thoái hóa võng mạc di truyền do đột biến ở alen rdAc. Đột biến này cũng được thấy ở Mèo Abyssinian, mèo Xiêm, và các giống mèo khác có liên quan.